# Psammophis notostictus
Psammophis notostictus är en ormart som beskrevs av Peters 1867. Psammophis notostictus ingår i släktet Psammophis och familjen snokar. Inga underarter finns listade i Catalogue of Life.
Denna orm förekommer i sydvästra Afrika från sydvästra Angola och sydvästra Botswana till västra Sydafrika. Habitatet utgörs av torra buskskogar (fynbos). Individerna gömmer sig under stenar och i övergivna termitstackar. Honor lägger ägg.
För beståndet är inga hot kända. Hela populationen anses vara stabil. IUCN listar arten som livskraftig (LC).